# روجر بوجوي
روجر بوجوي مواليد 16 يونيو 1992 في الفلبين، هو لاعب كرة سلة فلبيني. بدأ مسيرته الاحترافية في سنة 2016. يلعب مع تي إن تي كاتروبا في الرابطة الفلبينية لكرة السلة. يحمل الرقم 16. يبلغ طوله 6 قدم 2 بوصة (1.9 م). مثّل منتخب بلاده.

## روابط خارجية
- روجر بوجوي على موقع الاتحاد الدولي لكرة السلة (الإنجليزية)
- روجر بوجوي على موقع كرة السلة الأوروبية.كوم (الإنجليزية)
- روجر بوجوي على موقع ريلجم (الإنجليزية)
- روجر بوجوي على موقع بروبوليرز (الإنجليزية)
- روجر بوجوي على موقع سبورتس رفرنس (الإنجليزية)